# جيري كجول
جيري كجول (بالفنلندية: Jyri Kjäll)‏ (مواليد 13 يناير 1969) هو ملاكم فنلندي، مثّل بلاده في الألعاب الأولمبية الصيفية 1992.

## روابط خارجية
جيري كجول على موقع بوكس ريك (الإنجليزية) (registration required)
- جيري كجول على موقع أوليمبيديا (الإنجليزية)